# Edosa orphnodes
Edosa orphnodes is een vlinder uit de familie van de echte motten (Tineidae). De wetenschappelijke naam van de soort werd als Tinea orphnodes in 1911 gepubliceerd door Edward Meyrick.